# واخزينات
الواخزينات (الاسم العلمي: Dermanyssoidea) هي فوق فصيلة من المفصليات يتبع رتبة المتوسطات الفوهات من شعيبة العنكبوتيات.

## فصائل
- واخزات الجلد (الاسم العلمي:Dermanyssidae)
- الفارواوية (الاسم العلمي:Varroidae)
- (الاسم العلمي:Haemogamasidae)
- (الاسم العلمي:Laelapidae)
- (الاسم العلمي:نيسيات كبيرة)
- (الاسم العلمي:Raillietiidae)
- (الاسم العلمي:Rhinonyssidae)
- (الاسم العلمي:Spelaeorhynchidae)
- (الاسم العلمي:Spinturnicidae)